# Milk River Ridge Reservoir
Milk River Ridge Reservoir är en reservoar i Kanada.   Den ligger i provinsen Alberta, i den södra delen av landet, 2 800 km väster om huvudstaden Ottawa. Milk River Ridge Reservoir ligger 1 039 meter över havet.
Trakten runt Milk River Ridge Reservoir består till största delen av jordbruksmark. Trakten runt Milk River Ridge Reservoir är nära nog obefolkad, med mindre än två invånare per kvadratkilometer.